# Hermann Hoogeweg
Hermann Hoogeweg (* 25. Mai 1857 in Gumbinnen/Ostpreußen; † 19. November 1930 in Oelde/Westfalen) war ein deutscher Archivar und Historiker.

## Berufliche Laufbahn
Während seines Studiums wurde er 1878 Mitglied der Burschenschaft Arminia Breslau. Hoogeweg begann seine Archivarslaufbahn 1883 am preußischen Staatsarchiv Marburg. Weitere Stationen waren die preußischen Staatsarchive in Münster, Düsseldorf, Hannover und Wetzlar. 1913 übernahm er nach dem Weggang von Walter Friedensburg die Leitung des Staatsarchivs Stettin. 1923 wurde Hoogeweg in den Ruhestand versetzt. Von 1928 bis zu seinem Tod ordnete er im Rahmen eines Werkvertrages die Bestände des Stadtarchivs Stralsund, insbesondere die Urkunden, und verfasste eine kurze Geschichte dieser Institution.

## Wissenschaftliche Tätigkeit

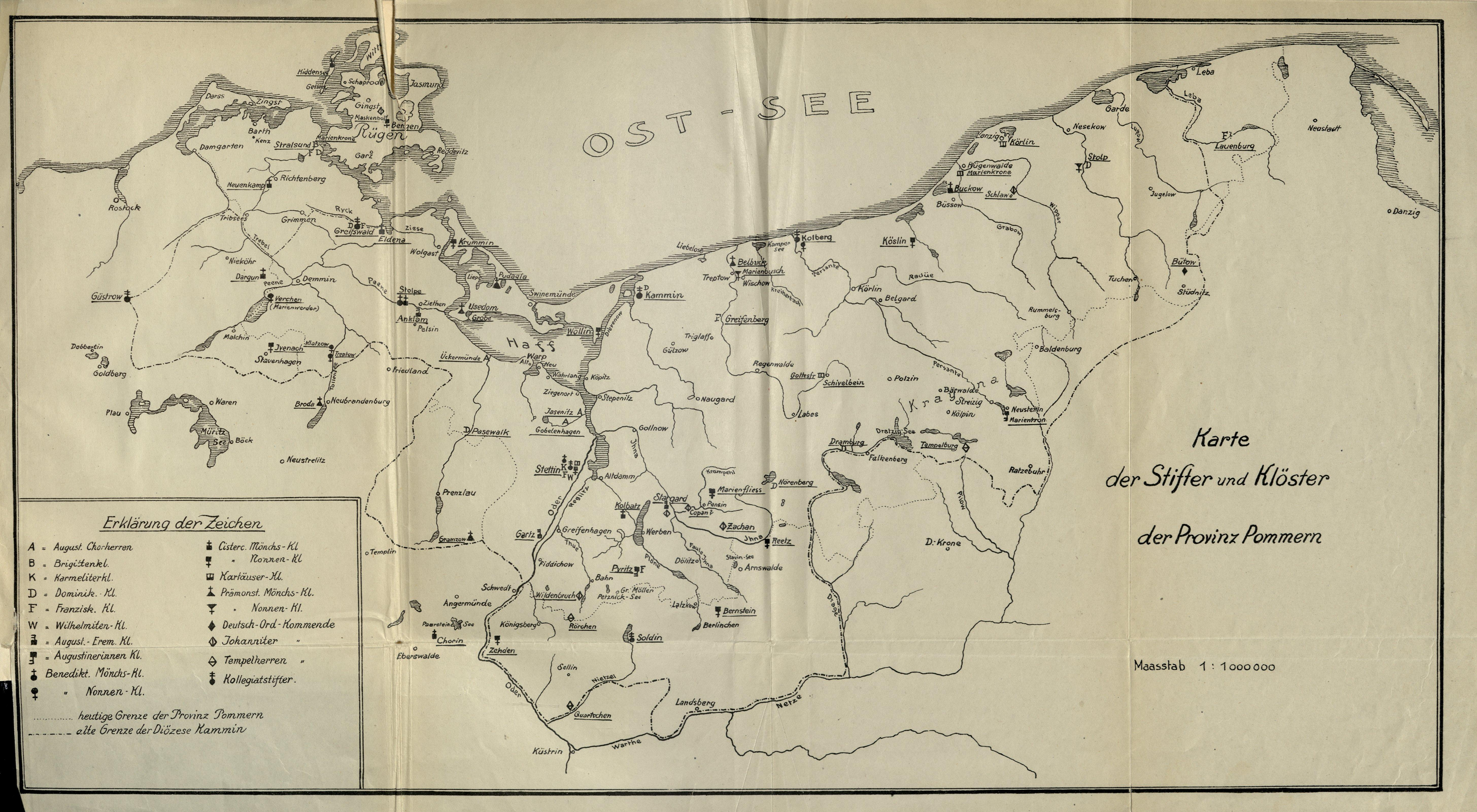
Übersichtskarte der Stifte und Klöster der Provinz Pommern, aus dem zweiten Band des gleichnamigen Werks Hoogewegs (1925)

1883 wurde Hoogeweg mit einer Arbeit über die Chronik des sogenannten Martinus Fuldensis an der Universität Münster promoviert. In seiner Publikationstätigkeit als Archivar bildeten Stifte und Klöster in den protestantischen Gebieten Niedersachsen und Pommern einen Schwerpunkt neben der Archivgeschichte und der Herausgabe von Urkundenbüchern. In der pommerschen Landesgeschichte hat sich Hoogeweg mit dem zweibändigen Werk „Die Stifter und Klöster der Provinz Pommern“ bleibende Verdienste erworben. Er war als Staatsarchivdirektor in Stettin Vorstandsmitglied der Historischen Kommission für Pommern.

## Publikationen
- Die Chronik des sogenannten Martinus Fuldensis. In: Münsterische Beiträge zur Geschichtsforschung. Band 1, Heft 2,  Paderborn 1883, S. 64–130. (Volltext in der Google-Buchsuche)
- Westfälisches Urkundenbuch, Bd. 6: Die Urkunden des Bistums Minden 1201–1300. Münster 1898.
- Verzeichnis der Stifter und Klöster Niedersachsens vor der Reformation. Hannover 1908. (Digitalisat im Internet Archive, UB Bremen)
- Geschichte des Geschlechts von Heydebreck, Bd. 1: Urkundenbuch 1245–1500. Stettin 1924.
- Die Stifter und Klöster der Provinz Pommern, bei Leon Saunier, Stettin.
  - Band 1, Stettin 1924 (ZBC, Digitalisat der Universitätsbibliothek Greifswald: urn:nbn:de:gbv:9-g-5274453).
  - Band 2, Stettin 1925 (ZBC, Digitalisat der Universitätsbibliothek Greifswald: urn:nbn:de:gbv:9-g-5274017).
- Die Entstehung des Stralsunder Stadtarchivs. In: Baltische Studien. NF 30 (1928), H. 1, S. 85–103 (Digitale Bibliothek M-V).